# Granina
As graninas (cromogranina e secretogranina) formam uma família de proteínas ubiquitárias reguladoras de secreção proteica, que são encontradas nas vesículas secretórias de hormônios aminas e peptídicos e de neurotransmissores.

## Função
As graninas (cromograninas ou secretograninas) são proteínas ácidas e estão presentes nos grânulos secretórios de uma grande variedade de células endócrinas e neuroendócrinas. A função exata dessas proteínas ainda não foi estabelecida, mas há evidências de que as graninas funcionam como pró-hormônios, liberando inúmeros fragmentos de peptídeos, para os quais atividades autócrinas, parácrinas e endócrinas têm sido demonstradas in vitro e in vivo. A bioquímica intracelular das graninas inclui ligação com Ca2+, ATP e catecolaminas (epinefrina e norepinefrina) no interior das vesículas de armazenamento dos hormônios.

## Membros

### Cromograninas
- cromogranina A (CgA)
- cromogranina B (CgB)

### Secretograninas
- secretogranina II (SgII) (ver também secretoneurina)
- secretogranina III (SgIII)
- secretogranina V (SgV)